# Miss Guam
Miss Guam fue un concurso de belleza nacional en Guam. Se encargaba de seleccionar a las representantes del país para los concursos Miss Universo y Miss Internacional.
Guam participó por última vez en Miss Universo y Miss Internacional en 2019. Desde entonces, el país no ha vuelto a participar en ninguno de los dos concursos.

## Ganadoras

### Miss Guam Universo
: Declarada como ganadora
     : Terminó como finalista
     : Terminó como una de las semifinalistas o cuartofinalistas
     : Terminó como ganadora de premios especiales
| Año                                                                      | Ciudad                               | Miss Guam                            | Posición en Miss Universo            | Premios especiales                   | Notas                                                           |
| Dirección de Joyce Bamba (2008-2019)                                     | Dirección de Joyce Bamba (2008-2019) | Dirección de Joyce Bamba (2008-2019) | Dirección de Joyce Bamba (2008-2019) | Dirección de Joyce Bamba (2008-2019) | Dirección de Joyce Bamba (2008-2019)                            |
| ------------------------------------------------------------------------ | ------------------------------------ | ------------------------------------ | ------------------------------------ | ------------------------------------ | --------------------------------------------------------------- |
| No compite desde 2020                                                    |                                      |                                      |                                      |                                      |                                                                 |
| 2019                                                                     | Tamuning                             | Sissie Luo                           | No clasificó                         |                                      |                                                                 |
| 2018                                                                     | Mangilao                             | Athena McNinch                       | No clasificó                         |                                      |                                                                 |
| 2017                                                                     | Tamuning                             | Myana Welch                          | No clasificó                         |                                      |                                                                 |
| 2016                                                                     | Yona                                 | Muñeka Taisipic                      | No clasificó                         |                                      |                                                                 |
| 2015                                                                     | No compitió                          | No compitió                          | No compitió                          | No compitió                          | No compitió                                                     |
| 2014                                                                     | Barrigada                            | Brittany Bell                        | No clasificó                         |                                      | Previamente, compitió en Miss USA 2010 representando a Arizona. |
| 2013                                                                     | Tamuning                             | Alixes Scott                         | No clasificó                         |                                      |                                                                 |
| 2012                                                                     | Barrigada                            | Alyssa Cruz Aguero                   | No clasificó                         |                                      |                                                                 |
| 2011                                                                     | Inaraján                             | Shayna Afaisen                       | No clasificó                         |                                      |                                                                 |
| 2010                                                                     | Dededo                               | Vanessa Torres                       | No clasificó                         |                                      |                                                                 |
| 2009                                                                     | Dededo                               | Racine Manley                        | No clasificó                         |                                      |                                                                 |
| 2008                                                                     | Yona                                 | Siera Robertson                      | No clasificó                         |                                      |                                                                 |
| Dirección George y Cecilia Bamba con Guam Beauty Association (1966-2000) |                                      |                                      |                                      |                                      |                                                                 |
| No compitió entre 2001 y 2007                                            |                                      |                                      |                                      |                                      |                                                                 |
| 2000                                                                     | Santa Rita                           | Lisa-Marie Quinata                   | No clasificó                         |                                      |                                                                 |
| 1999                                                                     | Agaña                                | Tisha Elaine Heflin                  | No compitió                          | No compitió                          | Se retiró.                                                      |
| 1998                                                                     | Agaña                                | Joylyn Munoz                         | No clasificó                         |                                      |                                                                 |
| 1997                                                                     | No compitió                          | No compitió                          | No compitió                          | No compitió                          | No compitió                                                     |
| 1996                                                                     | Agaña                                | Aileen Maravilla                     | No compitió                          | No compitió                          |                                                                 |
| 1995                                                                     | Agaña                                | Alia Tui Stevens                     | No clasificó                         |                                      |                                                                 |
| 1994                                                                     | Agaña                                | Christina Perez                      | No clasificó                         |                                      |                                                                 |
| 1993                                                                     | Agaña                                | Charlene Gumataotao                  | No clasificó                         |                                      |                                                                 |
| 1992                                                                     | Agaña                                | Cheryl Debra Payne                   | No clasificó                         |                                      |                                                                 |
| 1991                                                                     | Agaña                                | Jevon Pellacani                      | No clasificó                         |                                      |                                                                 |
| 1990                                                                     | Agaña                                | Marcia Damian                        | No clasificó                         |                                      |                                                                 |
| 1989                                                                     | Yigo                                 | Janiece Santos                       | No clasificó                         |                                      |                                                                 |
| 1988                                                                     | Yona                                 | Liza Maria Camacho                   | No clasificó                         | - Miss Simpatía                      |                                                                 |
| 1987                                                                     | Sinajana                             | Teresa Torres Fisher                 | No clasificó                         |                                      |                                                                 |
| 1986                                                                     | Merizo                               | Dina Salas                           | No clasificó                         | - Miss Simpatía                      |                                                                 |
| 1985                                                                     | Agaña                                | Lucy Carbullido Montinola            | No clasificó                         | - Miss Simpatía                      |                                                                 |
| 1984                                                                     | Agaña                                | Eleanor Benavente Umagat             | No clasificó                         |                                      |                                                                 |
| 1983                                                                     | Tamuning                             | Pamela Booth                         | No clasificó                         |                                      |                                                                 |
| 1982                                                                     | Tamuning                             | Patty Chong Kerkos                   | Primera finalista                    | - Miss Prensa                        |                                                                 |
| 1981                                                                     | Talofofo                             | Bertha Harmon                        | No clasificó                         |                                      |                                                                 |
| 1980                                                                     | Toto                                 | Dina Aportadera                      | No clasificó                         |                                      |                                                                 |
| 1979                                                                     | Asán                                 | Marie Cruz                           | No clasificó                         |                                      |                                                                 |
| 1978                                                                     | Mangilao                             | Mary Sampson                         | No clasificó                         |                                      |                                                                 |
| 1977                                                                     | Agaña                                | Lisa Caso                            | No clasificó                         |                                      |                                                                 |
| 1976                                                                     | Agaña                                | Pilar Laguana                        | No clasificó                         |                                      |                                                                 |
| 1975                                                                     | Agaña                                | Deborah Nacke                        | No clasificó                         |                                      |                                                                 |
| 1974                                                                     | Talofofo                             | Elizabeth Tenorio                    | No clasificó                         |                                      |                                                                 |
| 1973                                                                     | Agaña                                | Beatrice Benito                      | No clasificó                         |                                      |                                                                 |
| 1972                                                                     | Yigo                                 | Patricia Alvarez                     | No clasificó                         |                                      |                                                                 |
| 1971                                                                     | Agaña                                | Linda Avila                          | No clasificó                         |                                      |                                                                 |
| 1970                                                                     | Agaña                                | Hilary Best                          | Top 15                               | - Miss Simpatía                      |                                                                 |
| 1969                                                                     | Agaña                                | Anita Johnston                       | No clasificó                         |                                      |                                                                 |
| 1968                                                                     | Agaña                                | Arlene Chaco                         | No clasificó                         |                                      |                                                                 |
| 1967                                                                     | Sinajana                             | Hope Alvarez                         | No clasificó                         |                                      |                                                                 |
| 1966                                                                     | Agaña                                | Barbara Jean Perez                   | No clasificó                         |                                      | Originalmente Miss Guam Internacional 1966.                     |

### Miss Guam Internacional
: Declarada como ganadora
     : Terminó como finalista
     : Terminó como una de las semifinalistas o cuartofinalistas
     : Terminó como ganadora de premios especiales
| Año                                                                              | Ciudad                               | Miss Guam Internacional              | Posición en Miss Internacional       | Premios especiales                   | Notas                                         |
| Dirección de Joyce Bamba (2010-2019)                                             | Dirección de Joyce Bamba (2010-2019) | Dirección de Joyce Bamba (2010-2019) | Dirección de Joyce Bamba (2010-2019) | Dirección de Joyce Bamba (2010-2019) | Dirección de Joyce Bamba (2010-2019)          |
| -------------------------------------------------------------------------------- | ------------------------------------ | ------------------------------------ | ------------------------------------ | ------------------------------------ | --------------------------------------------- |
| 2022                                                                             | Chalan Pago-Ordot                    | Franky Lynn Aguon Hill               | No compitió                          | No compitió                          | Se retiró por razones desconocidas.           |
| Debido al impacto de la pandemia de COVID-19, no hubo concurso entre 2020 y 2021 |                                      |                                      |                                      |                                      |                                               |
| 2019                                                                             | Mangilao                             | Athena McNinch                       | No clasificó                         |                                      |                                               |
| 2019                                                                             | —                                    | Kirsten Lydia Dahilig                | No compitió                          | No compitió                          | No cumplió con los requisitos de edad mínima. |
| 2018                                                                             | Agaña                                | Diliana Tuncap                       | No clasificó                         | - Miss Internacional Oceanía         |                                               |
| 2017                                                                             | No clasificó                         | No clasificó                         | No clasificó                         | No clasificó                         | No clasificó                                  |
| 2016                                                                             | Agaña                                | Annalyn Buan                         | No clasificó                         |                                      |                                               |
| 2015                                                                             | Agaña                                | Loriann Rabe                         | No clasificó                         |                                      |                                               |
| 2014                                                                             | No compitió                          | No compitió                          | No compitió                          | No compitió                          | No compitió                                   |
| 2013                                                                             | Agaña                                | Lirone Veskler                       | No clasificó                         |                                      |                                               |
| 2012                                                                             | Altos de Agaña                       | Chanel Cruz Jarrett                  | No clasificó                         |                                      |                                               |
| 2011                                                                             | Dededo                               | Katarina Martinez                    | No clasificó                         |                                      |                                               |
| 2010                                                                             | Dededo                               | Lalaine Mercado                      | No clasificó                         |                                      |                                               |
| No compitió entre 2001 y 2009                                                    |                                      |                                      |                                      |                                      |                                               |
| 2000                                                                             | Mongmong                             | Liza Marie Camacho                   | No clasificó                         |                                      |                                               |
| 1999                                                                             | —                                    | Lourdes Jeanette Rivera              | No clasificó                         |                                      |                                               |
| No clasificó entre 1996 y 1998                                                   |                                      |                                      |                                      |                                      |                                               |
| 1995                                                                             | —                                    | Marie Angelique Penrose              | No clasificó                         |                                      |                                               |
| 1994                                                                             | —                                    | Nadine Theresa Gogue                 | No clasificó                         |                                      |                                               |
| 1993                                                                             | No compitió                          | No compitió                          | No compitió                          | No compitió                          | No compitió                                   |
| 1992                                                                             | —                                    | Lisa Marie Martin                    | No clasificó                         |                                      |                                               |
| 1991                                                                             | —                                    | Norma Jean Cepeda                    | No clasificó                         | - Miss Amistad                       |                                               |
| 1990                                                                             | —                                    | Cassandra Lynn Calvo                 | No clasificó                         |                                      |                                               |
| 1989                                                                             | —                                    | Janiece Annette Santos               | No clasificó                         |                                      |                                               |
| 1988                                                                             | —                                    | Liza Camacho                         | No clasificó                         | - Miss Amistad                       |                                               |
| 1987                                                                             | —                                    | Geraldine Dydasco Gumataotao         | No clasificó                         |                                      |                                               |
| 1986                                                                             | —                                    | Dina Salas                           | No clasificó                         |                                      |                                               |
| 1985                                                                             | —                                    | Teresa Kasperbauer                   | No clasificó                         |                                      |                                               |
| 1984                                                                             | —                                    | Eleanor Benavente Umagat             | No clasificó                         |                                      |                                               |
| 1983                                                                             | —                                    | Shannon Dilbeck                      | No clasificó                         |                                      |                                               |
| 1982                                                                             | —                                    | Donna Harmon                         | No clasificó                         | - Miss Amistad                       |                                               |
| 1981                                                                             | Yigo                                 | Cecilia Daga                         | No clasificó                         |                                      |                                               |
| 1980                                                                             | Yigo                                 | Conchita Taitano                     | No clasificó                         |                                      |                                               |
| 1979                                                                             | Latte Heights                        | Vivian Indalecio                     | No clasificó                         | - Miss Amistad                       |                                               |
| 1978                                                                             | —                                    | Carmen Blas Sablan                   | No clasificó                         |                                      |                                               |
| 1977                                                                             | Dededo                               | Linda Sandlin                        | No clasificó                         |                                      |                                               |
| 1976                                                                             | —                                    | Thelma Hechanova                     | No clasificó                         |                                      |                                               |
| 1975                                                                             | —                                    | Clarissa Duenas                      | No clasificó                         |                                      |                                               |
| 1974                                                                             | Tumon                                | Roseann Janice Waller                | No clasificó                         |                                      |                                               |
| 1973                                                                             | —                                    | Elaine Marques                       | No clasificó                         |                                      |                                               |
| 1972                                                                             | —                                    | Edna Maria Quintanilla               | No clasificó                         |                                      |                                               |
| 1971                                                                             | —                                    | Phyllis Bost                         | No clasificó                         |                                      |                                               |
| 1970                                                                             | —                                    | Flora Baza                           | No clasificó                         |                                      |                                               |
| 1969                                                                             | —                                    | Mercedes Rubic                       | No clasificó                         |                                      |                                               |
| 1968                                                                             | No compitió                          | No compitió                          | No compitió                          | No compitió                          | No compitió                                   |
| 1967                                                                             | —                                    | Margaret Glover                      | Top 15                               |                                      | Originalmente Miss Guam Universo 1966.        |
| 1966                                                                             | No compitió                          | No compitió                          | No compitió                          | No compitió                          | No compitió                                   |
| 1965                                                                             | Agaña                                | Bennett Ann Crisostomo               | No clasificó                         |                                      |                                               |
| 1964                                                                             | Santa Rita                           | Doris Sablan                         | No clasificó                         |                                      |                                               |